# Marija Terezija Scherer
Marija Terezija Scherer (njem. Maria Theresia Scherer, rođena kao Anna Maria Katharina; Meggen, 31. listopada 1825. – Ingenbohl, 16. lipnja 1888.) bila je švicarska katolička redovnica. Proglašena je blaženom.

## Životopis

### Mladost i obrazovanje
Rođena je kao Ana Marija Katarina u Meggenu, u pobožnoj seljačkoj obitelji. U sedmoj godini života izgubila je oca. Kao darovito dijete poslana je na školovanje redovnicama u Luzern. Tu se upoznaje s karitativnom djelatnošću sestara.

### Redovništvo
Nakon jednog hodočašća osjetila je redovnički poziv. Godine 1844. upoznaje Teodozija Fiorentinija, kapucina i zauzetog socijalnog djelatnika. Fiorentini iste godine utemeljuje Družbu milosrdnih sestara svetoga Križa, a Ana Marija Katarina (uzevši redovničko ime Marija Terezija) i još četiri sestre prve ulaze u novoosnovanu družbu. Družba je počela otvarati škole, bolnice, sirotišta i ubožnice, a proširila se i izvan granica Švicarske. Godine 1857. Marija Terezija izabrana je za prvu vrhovnu glavaricu družbe. U vrijeme njene smrti družba je imala već 1500 zavjetovanih sestara i 422 kuće. Umrla je 16. lipnja 1888. u Ingenbohlu.

## Štovanje
Papa Ivan Pavao II. sestru Mariju Tereziju proglasio je blaženom 29. listopada 1995. godine.

## Vanjske poveznice
Mrežna mjesta
- Walther Diethelm, Kraljica, majka i sluškinja, životopis Marije Terezije Scherer
- Milosrdne sestre Sv. Križa, službeno mrežno mjesto hrvatske provincije